# Henricosbornia
Henricosbornia és un gènere extint de mamífers notoungulats de la família dels henricosbòrnids que visqueren a Sud-amèrica durant l'Eocè, fa entre 38 i 56 milions d'anys. Se n'han trobat restes fòssils a la província argentina de Chubut i l'estat brasiler de Rio de Janeiro. Els diversos representants d'aquest gènere presenten una considerable variació en la fórmula dental i determinats aspectes de la morfologia de les corones dentals, fins i tot en el si d'una mateixa espècie. Eren més grossos que el seu parent proper Peripantostylops minutus. Fou anomenat en honor del paleontòleg estatunidenc Henry Fairfield Osborn.